# NGC 4076
NGC 4076 (również PGC 38209 lub UGC 7061) – galaktyka spiralna (Sab), znajdująca się w gwiazdozbiorze Warkocza Bereniki. Odkrył ją William Herschel 27 kwietnia 1785 roku. Jest to galaktyka z aktywnym jądrem typu LINER.
W galaktyce tej zaobserwowano supernowe SN 2007M i SN 2011bc.